# جورج باکلی
جورج باکلی (انگلیسی: George Buckley; ۲۰ مهٔ ۱۸۷۵ – ۱۴ فوریهٔ ۱۹۵۵) بازیکن کریکت اهل بریتانیا بود.